# أليكس ديكسون
أليكس ديكسون (بالإنجليزية: Alex Dixon)‏ (7 فبراير 1990 بباي سيتي في الولايات المتحدة - ) هو لاعب كرة قدم أمريكي في مركز الوسط. شارك مع منتخب الولايات المتحدة تحت 17 سنة لكرة القدم. أما مع النوادي، فقد لعب مع هيوستن دينامو وTampa Bay Rowdies ‏ وRochester Rhinos ‏ وJacksonville Armada FC ‏ وريدينغ يونايتد إيسي.

## روابط خارجية
- أليكس ديكسون على موقع الدوري الأمريكي (الإنجليزية)
- أليكس ديكسون على موقع قاعدة بيانات كرة القدم.إي يو (الإنجليزية)
- أليكس ديكسون على موقع Soccerway.com (الإنجليزية)